# EsporTVisão
EsporTVisão foi um programa esportivo, estilo mesa redonda, que era transmitido pela TVE Brasil nos domingos à noite. Com apresentação de Sérgio Maurício, ele ia ar a partir das 21h. Integraram o time do programa pesos-pesados do jornalismo esportivo como Alberto Léo, Sérgio du Bocage e Márcio Guedes, que já passaram por emissoras como Rede Globo e Rede Manchete.

## História
O programa foi criado ainda na década de 1990 na TVE, e se chamava "Debate Esportivo", e era apresentado por Sérgio du Bocage. Nesta época, o programa tinha uma hora e meia de duração.
Em 2001, em parceria com o jornal O Dia, "Debate Esportivo" passou a se chamar "Ataque", mas ainda era apresentado por Sérgio du Bocage. Em 2002, ele mudou seu nome para EsporTVisão, e passou a ser apresentado por Sérgio Maurício.
Em setembro de 2012, o EsporTVisão ganhou um novo formato, e passou a ter uma hora de duração (e não mais uma hora e meia).
O último EsporTVisão foi exibido no dia 10/06/2013, sendo esta sua 546ª edição. No seu lugar, a emissora passou a exibir o programa No Mundo da Bola.